# Acraea confluens
Acraea confluens är en fjärilsart som beskrevs av Suffert 1904. Acraea confluens ingår i släktet Acraea och familjen praktfjärilar. Inga underarter finns listade i Catalogue of Life.